# Armindo Fonseca
Armindo Fonseca (* 1. Mai 1989 in Rennes) ist ein ehemaliger französischer Radrennfahrer.

## Karriere
Fonseca gewann 2006 ein Teilstück des Junioren-Etappenrennens Ain'Ternational-Rhône Alpes-Valromey. 2011 gewann er mit dem Team Bretagne-Schuller den als Mannschaftszeitfahren ausgetragenen Prolog der Tour Alsace, der allerdings nicht Teil des UCI-Rennens war. 2014 gewann er eine Etappe der Boucles de la Mayenne sowie die Tour de Vendée.
2018 beendete Fonseca seine Radsportlaufbahn und eröffnete in Rennes ein Sport- und Wellness-Center.

## Erfolge
2006
- eine Etappe Ain'Ternational-Rhône Alpes-Valromey

2014
- eine Etappe  Boucles de la Mayenne
- Tour de Vendée

## Grand Tours
| Grand Tour            | 2014 | 2015 | 2016 |
| --------------------- | ---- | ---- | ---- |
| Giro d’ItaliaGiro     | –    | –    | –    |
| Tour de FranceTour    | 138  | 119  | 146  |
| Vuelta a EspañaVuelta | –    | –    | –    |